# إليهو طومسون
إليهو طومسون (بالإنجليزية: Elihu Thomson) ـ (29 مارس 1853 ـ 13 مارس 1937) هو مهندس ومخترع إنجليزي، شارك في تأسيس عدة شركات عملت في مجال الهندسة الكهربائية في كل من الولايات المتحدة والمملكة المتحدة وفرنسا.

## الجوائز
حاز إليهو طومسون على وسام كلفن الذهبي سنة 1923.

## روابط خارجية
- إليهو طومسون على موقع الموسوعة البريطانية (الإنجليزية)
- إليهو طومسون على موقع إن إن دي بي (الإنجليزية)